# Turn- und Sportverein München von 1860 1965-1966
Questa voce raccoglie le informazioni riguardanti il Turn- und Sportverein München von 1860 nelle competizioni ufficiali della stagione 1965-1966.

## Stagione
Nella stagione 1965-1966 il Monaco 1860, allenato da Max Merkel, concluse il campionato di Bundesliga al 1º posto. In Coppa di Germania il Monaco 1860 fu eliminato al primo turno dal Werder Brema. In Coppa delle Fiere il Monaco 1860 fu eliminato ai quarti di finale dal Chelsea.

## Rosa
| N. |                     | Ruolo | Calciatore       |
| -- | ------------------- | ----- | ---------------- |
|    | Germania (bandiera) | P     | Anton Prockl     |
|    | Serbia (bandiera)   | P     | Petar Radenković |
|    | Germania (bandiera) | P     | Wilfried Tepe    |
|    | Germania (bandiera) | D     | Alfred Kohlhäufl |
|    | Germania (bandiera) | D     | Otto Luttrop     |
|    | Germania (bandiera) | D     | Bernd Patzke     |
|    | Germania (bandiera) | D     | Hans Reich       |
|    | Germania (bandiera) | D     | Rudolf Steiner   |
|    | Germania (bandiera) | D     | Manfred Wagner   |
|    | Germania (bandiera) | D     | Rudolf Zeiser    |
|    | Germania (bandiera) | C     | Peter Grosser    |

| N. |                     | Ruolo | Calciatore          |
| -- | ------------------- | ----- | ------------------- |
|    | Germania (bandiera) | C     | Hans Küppers        |
|    | Croazia (bandiera)  | C     | Željko Perušić      |
|    | Germania (bandiera) | A     | Ludwig Bründl       |
|    | Germania (bandiera) | A     | Rudolf Brunnenmeier |
|    | Germania (bandiera) | A     | Hans Fischer        |
|    | Germania (bandiera) | A     | Alfred Heiß         |
|    | Germania (bandiera) | A     | Wilfried Kohlars    |
|    | Germania (bandiera) | A     | Timo Konietzka      |
|    | Germania (bandiera) | A     | Hans Rebele         |
|    | Germania (bandiera) | A     | Helmut Richert      |
|    | Germania (bandiera) | A     | Ernst Winterhalder  |

## Maglie e sponsor
| Manica sinistra · Manica sinistra · Maglietta · Maglietta · Manica destra · Manica destra · Pantaloncini · Calzettoni |

## Organigramma societario
Area tecnica
- Allenatore: Max Merkel
- Allenatore in seconda:
- Preparatore dei portieri:
- Preparatori atletici:

## Calciomercato

### Sessione estiva
| Acquisti | Acquisti         | Acquisti          | Acquisti |
| R.       | Nome             | da                | Modalità |
| -------- | ---------------- | ----------------- | -------- |
| A        | Ludwig Bründl    | Monaco 1860 U19   |          |
| D        | Alfred Kohlhäufl | Monaco 1860 U19   |          |
| A        | Timo Konietzka   | Borussia Dortmund |          |
| C        | Željko Perušić   | Dinamo Zagabria   |          |
| P        | Anton Prockl     | Monaco 1860 II    |          |

| Cessioni | Cessioni      | Cessioni          | Cessioni |
| R.       | Nome          | a                 | Modalità |
| -------- | ------------- | ----------------- | -------- |
| D        | Stevan Bena   | Hannover 96       |          |
| A        | Reinhard Jung | Salisburgo        |          |
| A        | Berti Kraus   | Kickers Offenbach |          |
| C        | Alfred Pyka   | Schalke 04        |          |

## Risultati

### Bundesliga

#### Girone di andata
| Arbitro: | Ott |

|              |           |  |
| Konietzka 1’ | Marcatori |  |

| Arbitro: | Mathieu |

|                   |           |                                                |
| Reisch 17’ (rig.) | Marcatori | 1’ (rig.), 31’, 37’ Brunnenmeier 58’ Konietzka |

| Arbitro: | Fritz |

|                                                      |           |  |
| Konietzka 14’, 57’, 60’ Brunnenmeier 67’ Grosser 72’ | Marcatori |  |

| Arbitro: | Regely |

|                      |           |  |
| Rummel 12’, 35’, 86’ | Marcatori |  |

| Monaco di Baviera 17 settembre 1965, ore 16:00 CET 5ª giornata | Monaco 1860 | 0 – 0 referto | Stoccarda | Stadion an der Grünwalder Straße (35 000 spett.)\| Arbitro: \| Herden \| |
| Arbitro:                                                       | Herden      |               |           |                                                                          |

| Arbitro: | Schulenburg |

|                     |           |                                      |
| Lotz 53’ Krämer 62’ | Marcatori | 4’ Konietzka 46’ (rig.), 80’ Grosser |

| Arbitro: | Seekamp |

|                        |           |          |
| Rebele 25’ Grosser 77’ | Marcatori | 60’ Löhr |

| Arbitro: | Treichel |

|  |           |                               |
|  | Marcatori | 73’ (rig.) Grosser 87’ Rebele |

| Arbitro: | Horstmann |

|                                         |           |  |
| Brunnenmeier 20’ Heiß 63’ Konietzka 76’ | Marcatori |  |

| Arbitro: | Jacobi |

|                                            |           |                           |
| Konietzka 10’, 74’ Grosser 63’ (rig.), 88’ | Marcatori | 22’ Huberts 87’ Grabowski |

| Arbitro: | Radermacher |

|                       |           |                      |
| Ulsaß 15’, 67’ (rig.) | Marcatori | 4’, 18’ Brunnenmeier |

| Arbitro: | Malka |

|                                  |           |            |
| Konietzka 12’, 57’ Heiß 37’, 85’ | Marcatori | 77’ Simmet |

| Arbitro: | Weyland |

|  |           |                                                          |
|  | Marcatori | 18’, 35’ Konietzka 73’ Brunnenmeier 80’ Grosser 85’ Heiß |

| Arbitro: | Schreiner |

|                           |           |  |
| Luttrop 20’ Konietzka 58’ | Marcatori |  |

| Arbitro: | Ott |

|          |           |               |
| Rupp 80’ | Marcatori | 28’ Konietzka |

| Arbitro: | Schulenburg |

|                     |           |                     |
| Heiß 29’ Rebele 79’ | Marcatori | 73’ (rig.) Emmerich |

| Arbitro: | Hennig |

|            |           |                              |
| Dörfel 73’ | Marcatori | 67’ Brunnenmeier 80’ Grosser |

#### Girone di ritorno
| Arbitro: | Tschenscher |

|                                           |           |  |
| Brenninger 59’ Ohlhauser 76’ Nafziger 83’ | Marcatori |  |

| Arbitro: | Kreitlein |

|             |           |           |
| Grosser 59’ | Marcatori | 40’ Greif |

| Arbitro: | Thier |

|  |           |                  |
|  | Marcatori | 70’ Brunnenmeier |

| Arbitro: | Schmidt |

|                                    |           |                        |
| Grosser 6’, 88’ Konietzka 23’, 48’ | Marcatori | 70’ Rummel 82’ Neumann |

| Stoccarda 12 febbraio 1966, ore 15:00 CET 22ª giornata | Stoccarda  | 0 – 0 referto | Monaco 1860 | Neckarstadion (50 000 spett.)\| Arbitro: \| Handwerker \| |
| Arbitro:                                               | Handwerker |               |             |                                                           |

| Arbitro: | Herden |

|                                     |           |                             |
| Brunnenmeier 51’, 62’ Konietzka 52’ | Marcatori | 11’ Tagliari 26’, 78’ Gecks |

| Arbitro: | Fritz |

|                                     |           |             |
| Müller 15’ Krauthausen 40’ Löhr 55’ | Marcatori | 84’ Küppers |

| Arbitro: | Niemeyer |

|                                     |           |          |
| Brunnenmeier 14’ Konietzka 29’, 80’ | Marcatori | 2’ Hänel |

| Arbitro: | Ott |

|  |           |                        |
|  | Marcatori | 39’ Heiß 77’ Konietzka |

| Arbitro: | Tschenscher |

|                                               |           |                           |
| Trimhold 21’, 78’, 81’ Sztáni 35’ Huberts 45’ | Marcatori | 22’ Küppers 76’ Konietzka |

| Arbitro: | Malka |

|             |           |          |
| Grosser 16’ | Marcatori | 47’ Maas |

| Arbitro: | Niemeyer |

|           |           |                                                                               |
| Kuntz 55’ | Marcatori | 16’, 52’ Grosser 34’ Konietzka 36’, 44’, 69’, 77’ Heiß 61’ Küppers 66’ Rebele |

| Arbitro: | Hense |

|                                                        |           |  |
| Konietzka 35’ Rebele 49’ Grosser 58’ Linder 87’ (aut.) | Marcatori |  |

| Arbitro: | Fritz |

|               |           |             |
| Kentschke 19’ | Marcatori | 53’ Grosser |

| Arbitro: | Spinnler |

|                                |           |                      |
| Konietzka 36’, 49’ Küppers 45’ | Marcatori | 25’, 81’, 83’ Laumen |

| Arbitro: | Ott |

|  |           |                              |
|  | Marcatori | 66’ Brunnenmeier 89’ Grosser |

| Arbitro: | Schmidt |

|                 |           |            |
| Brunnenmeier 5’ | Marcatori | 77’ Seeler |

### Coppa di Germania
| Arbitro: | Baumgärtel |

|                                            |           |  |
| Dausmann 56’, 82’ Zebrowski 86’ Schütz 89’ | Marcatori |  |

### Coppa delle Fiere
| Arbitro: | Zeimes |

|  |           |                                 |
|  | Marcatori | 23’ Heiß 27’ Rebele 64’ Grosser |

| Arbitro: | Aranyosi |

|                                                 |           |  |
| Brunnenmeier 7’ Heiß 24’ Grosser 58’ Rebele 88’ | Marcatori |  |

| Arbitro: | Tittl |

|                          |           |                  |
| Karakayalı 63’ Öznur 70’ | Marcatori | 72’ Brunnenmeier |

| Arbitro: | Heymann |

|                                                                                |           |          |
| Rebele 1’, 29’, 58’ Konietzka 5’, 36’, 44’, 65’ Radenković 73’ (rig.) Heiß 87’ | Marcatori | 6’ Öznur |

| Arbitro: | Bois |

|           |           |               |
| Daina 89’ | Marcatori | 39’ Konietzka |

| Arbitro: | Mayer |

|                                                 |           |            |
| Konietzka 16’ Grosser 35’ Brunnenmeier 58’, 87’ | Marcatori | 40’ Georgy |

| Arbitro: | Schaut |

|                           |           |                   |
| Kohlars 17’ Konietzka 75’ | Marcatori | 36’, 55’ Tambling |

| Arbitro: | Zsolt |

|            |           |  |
| Osgood 78’ | Marcatori |  |

## Statistiche

### Statistiche di squadra
| Competizione      | Punti | In casa | In casa | In casa | In casa | In casa | In casa | In trasferta | In trasferta | In trasferta | In trasferta | In trasferta | In trasferta | Totale | Totale | Totale | Totale | Totale | Totale | DR  |
| Competizione      | Punti | G       | V       | N       | P       | Gf      | Gs      | G            | V            | N            | P            | Gf           | Gs           | G      | V      | N      | P      | Gf     | Gs     | DR  |
| ----------------- | ----- | ------- | ------- | ------- | ------- | ------- | ------- | ------------ | ------------ | ------------ | ------------ | ------------ | ------------ | ------ | ------ | ------ | ------ | ------ | ------ | --- |
| Bundesliga        | 50    | 17      | 11      | 6       | 0       | 43      | 17      | 17           | 9            | 4            | 4            | 37           | 23           | 34     | 20     | 10     | 4      | 80     | 40     | +40 |
| Coppa di Germania | -     | 0       | 0       | 0       | 0       | 0       | 0       | 1            | 0            | 0            | 1            | 0            | 4            | 1      | 0      | 0      | 1      | 0      | 4      | -4  |
| Coppa delle Fiere | -     | 4       | 3       | 1       | 0       | 19      | 4       | 4            | 1            | 1            | 2            | 5            | 4            | 8      | 4      | 2      | 2      | 24     | 8      | +16 |
| Totale            | 50    | 21      | 14      | 7       | 0       | 62      | 21      | 22           | 10           | 5            | 7            | 42           | 31           | 43     | 24     | 12     | 7      | 104    | 52     | +52 |

### Andamento in campionato
| Giornata  | 1 | 2 | 3 | 4 | 5 | 6 | 7 | 8 | 9 | 10 | 11 | 12 | 13 | 14 | 15 | 16 | 17 | 18 | 19 | 20 | 21 | 22 | 23 | 24 | 25 | 26 | 27 | 28 | 29 | 30 | 31 | 32 | 33 | 34 |
| --------- | - | - | - | - | - | - | - | - | - | -- | -- | -- | -- | -- | -- | -- | -- | -- | -- | -- | -- | -- | -- | -- | -- | -- | -- | -- | -- | -- | -- | -- | -- | -- |
| Luogo     | C | T | C | T | C | T | C | T | C | C  | T  | C  | T  | C  | T  | C  | T  | T  | C  | T  | C  | T  | C  | T  | C  | T  | T  | C  | T  | C  | T  | C  | T  | C  |
| Risultato | V | V | V | P | N | V | V | V | V | V  | N  | V  | V  | V  | N  | V  | V  | P  | N  | V  | V  | N  | N  | P  | V  | V  | P  | N  | V  | V  | N  | N  | V  | N  |
| Posizione | 4 | 1 | 1 | 2 | 5 | 4 | 2 | 1 | 1 | 1  | 1  | 1  | 1  | 1  | 1  | 1  | 1  | 1  | 1  | 1  | 1  | 1  | 2  | 3  | 2  | 2  | 3  | 3  | 3  | 2  | 2  | 2  | 1  | 1  |

Legenda:

Luogo: C = Casa; T = Trasferta. Risultato: V = Vittoria; N = Pareggio; P = Sconfitta.

### Statistiche dei giocatori
| Giocatore       | Bundesliga | Bundesliga | Bundesliga  | Bundesliga | Coppa di Germania | Coppa di Germania | Coppa di Germania | Coppa di Germania | Coppa delle Fiere | Coppa delle Fiere | Coppa delle Fiere | Coppa delle Fiere | Totale   | Totale | Totale      | Totale     |
| Giocatore       | Presenze   | Reti       | Ammonizioni | Espulsioni | Presenze          | Reti              | Ammonizioni       | Espulsioni        | Presenze          | Reti              | Ammonizioni       | Espulsioni        | Presenze | Reti   | Ammonizioni | Espulsioni |
| --------------- | ---------- | ---------- | ----------- | ---------- | ----------------- | ----------------- | ----------------- | ----------------- | ----------------- | ----------------- | ----------------- | ----------------- | -------- | ------ | ----------- | ---------- |
| R. Brunnenmeier | 27         | 15         | 0           | 0          | 1                 | 0                 | 0                 | 0                 | 5                 | 4                 | 0                 | 0                 | 33       | 19     | 0           | 0          |
| L. Bründl       | 0          | 0          | 0           | 0          | 0                 | 0                 | 0                 | 0                 | 0                 | 0                 | 0                 | 0                 | 0        | 0      | 0           | 0          |
| W. Fahrian      | 0          | 0          | 0           | 0          | 0                 | 0                 | 0                 | 0                 | 0                 | 0                 | 0                 | 0                 | 0        | 0      | 0           | 0          |
| H. Fischer      | 0          | 0          | 0           | 0          | 0                 | 0                 | 0                 | 0                 | 0                 | 0                 | 0                 | 0                 | 0        | 0      | 0           | 0          |
| P. Grosser      | 32         | 18         | 0           | 0          | 1                 | 0                 | 0                 | 0                 | 8                 | 3                 | 0                 | 0                 | 41       | 21     | 0           | 0          |
| A. Heiß         | 31         | 10         | 0           | 0          | 1                 | 0                 | 0                 | 0                 | 6                 | 3                 | 0                 | 0                 | 38       | 13     | 0           | 0          |
| W. Kohlars      | 19         | 0          | 0           | 0          | 1                 | 0                 | 0                 | 0                 | 7                 | 1                 | 0                 | 0                 | 27       | 1      | 0           | 0          |
| A. Kohlhäufl    | 0          | 0          | 0           | 0          | 0                 | 0                 | 0                 | 0                 | 0                 | 0                 | 0                 | 0                 | 0        | 0      | 0           | 0          |
| T. Konietzka    | 33         | 26         | 0           | 0          | 1                 | 0                 | 0                 | 0                 | 8                 | 7                 | 0                 | 0                 | 42       | 33     | 0           | 0          |
| H. Küppers      | 19         | 4          | 0           | 0          | 1                 | 0                 | 0                 | 0                 | 6                 | 0                 | 0                 | 0                 | 26       | 4      | 0           | 0          |
| O. Luttrop      | 22         | 1          | 0           | 0          | 1                 | 0                 | 0                 | 0                 | 4                 | 0                 | 0                 | 0                 | 27       | 1      | 0           | 0          |
| F. Lutz         | 0          | 0          | 0           | 0          | 0                 | 0                 | 0                 | 0                 | 0                 | 0                 | 0                 | 0                 | 0        | 0      | 0           | 0          |
| B. Patzke       | 28         | 0          | 0           | 0          | 1                 | 0                 | 0                 | 0                 | 7                 | 0                 | 0                 | 0                 | 36       | 0      | 0           | 0          |
| Ž. Perušić      | 34         | 0          | 0           | 0          | 1                 | 0                 | 0                 | 0                 | 8                 | 0                 | 0                 | 0                 | 43       | 0      | 0           | 0          |
| G. Peter        | 0          | 0          | 0           | 0          | 0                 | 0                 | 0                 | 0                 | 0                 | 0                 | 0                 | 0                 | 0        | 0      | 0           | 0          |
| A. Prockl       | 0          | 0          | 0           | 0          | 0                 | 0                 | 0                 | 0                 | 0                 | 0                 | 0                 | 0                 | 0        | 0      | 0           | 0          |
| P. Radenković   | 34         | 0          | 0           | 0          | 1                 | 0                 | 0                 | 0                 | 8                 | 1                 | 0                 | 0                 | 43       | 1      | 0           | 0          |
| H. Rebele       | 22         | 5          | 0           | 0          | 0                 | 0                 | 0                 | 0                 | 6                 | 5                 | 0                 | 0                 | 28       | 10     | 0           | 0          |
| H. Reich        | 26         | 0          | 0           | 0          | 0                 | 0                 | 0                 | 0                 | 6                 | 0                 | 0                 | 0                 | 32       | 0      | 0           | 0          |
| H. Richert      | 0          | 0          | 0           | 0          | 0                 | 0                 | 0                 | 0                 | 0                 | 0                 | 0                 | 0                 | 0        | 0      | 0           | 0          |
| R. Steiner      | 9          | 0          | 0           | 0          | 0                 | 0                 | 0                 | 0                 | 2                 | 0                 | 0                 | 0                 | 11       | 0      | 0           | 0          |
| W. Tepe         | 0          | 0          | 0           | 0          | 0                 | 0                 | 0                 | 0                 | 0                 | 0                 | 0                 | 0                 | 0        | 0      | 0           | 0          |
| M. Wagner       | 26         | 0          | 0           | 0          | 1                 | 0                 | 0                 | 0                 | 5                 | 0                 | 0                 | 0                 | 32       | 0      | 0           | 0          |
| E. Winterhalder | 0          | 0          | 0           | 0          | 0                 | 0                 | 0                 | 0                 | 0                 | 0                 | 0                 | 0                 | 0        | 0      | 0           | 0          |
| R. Zeiser       | 12         | 0          | 0           | 0          | 0                 | 0                 | 0                 | 0                 | 2                 | 0                 | 0                 | 0                 | 14       | 0      | 0           | 0          |